# Education Marketing
Der aus dem Englischen bzw. Amerikanischen stammende Begriff Education Marketing (wörtlich übersetzt „Marketing von Bildung, Erziehung, Ausbildung“) steht für die Vermarktung von und Werbung für Ressourcen zur Aus-/Weiterbildung wie z. B. Ausbildungsgänge, Informationsmaterial, Schulen u. a. Ausbildungsinstitutionen etc. Er ist zu unterscheiden von Educational Marketing, welches für die kostenlose Bereitstellung von Ressourcen (zumeist Informationen) für Verbraucher bei deren Entscheidungsfindung steht, um damit diese Entscheidungsfindung zu beeinflussen. Zusätzlich umfasst Education Marketing auch die Generierung von Ausbildungsinhalten wie Tools, Videos oder Apps, um Lehrer und Lehrinstitutionen damit zu versorgen.
Es basiert auf unterschiedlichen Medien: Von Kursen oder How-To Videos über wissenschaftliche Studien bis zu Applikationen für Computer und Mobilgeräte.

## Begriffshistorie, Abgrenzung
Anfang der 2010er Jahre beinhaltete Education Marketing sowohl das heutige Begriffsverständnis (Stand 2024) als auch die Inhalte von Educational Marketing. Dabei wurden die Inhalte des Educational Marketing als brandneue Methoden des Education Marketing dargestellt.
Vereinzelt wird die Bezeichnung Education Marketung auch Stand 2024 noch im Sinne des Educational Marketing verwendet.

## Beispiel
Der Software-Konzern SAP kündigte im Frühjahr 2013 eine Kooperation mit der Interaction Design Foundation (IDF) an, welche „kostenlos Lehrbücher und Online-Schulungsmaterialien anbietet“ und deren Materialien weltweit bereits 300 große Universitäten in ihrem Unterricht nutzen.